# Sivaganga
Sivaganga (auch: Sivagangai; Tamil: சிவகங்கை Civakaṅkai [ˈsiʋəɡaŋɡɛi]) ist eine Stadt im südindischen Bundesstaat Tamil Nadu. Sie liegt im südlichen Binnenland Tamil Nadus ca. 400 Kilometer südwestlich der Hauptstadt Chennai. Sivaganga ist der Verwaltungssitz des gleichnamigen Distriktes. Die Einwohnerzahl beträgt rund 40.000 (Volkszählung 2011).
Sivaganga war im 18. Jahrhundert die Hauptstadt der Rajas von Sivaganga. 1730 war es einem Vasallen der Setupatis (lokaler Fürstentitel) von Ramanathapuram gelungen, infolge von Erbfolgestreitigkeiten unter den Herrschern von Ramanathapuram zwei Fünftel von deren Herrschaftsgebiet an sich zu reißen und sich selbständig zu machen. Sein Sohn und Nachfolger fiel 1773 im Kampf gegen die Briten, die Sivaganga daraufhin zu einem Teil Britisch-Indiens machten. An die Zeit der Rajas erinnert in Sivaganga heute noch der von ihnen erbaute Palast, heute die Hauptsehenswürdigkeit der Stadt.
85 Prozent der Einwohner Sivagangas sind Hindus, 10 Prozent sind Muslime und 5 Prozent Christen. Die Hauptsprache ist, wie in ganz Tamil Nadu, das Tamil, das von 98 Prozent der Bevölkerung als Muttersprache gesprochen wird.